# سیور اوس
سیور اوس (انگلیسی: Syver Aas؛ زادهٔ ۱۵ ژانویهٔ ۲۰۰۴) بازیکن فوتبال اهل نروژ است که برای باشگاه فوتبال اود بازی ‌می‌کند.
وی همچنین در تیم‌های ملی فوتبال زیر ۱۵ سال نروژ, زیر ۱۶ سال نروژ, زیر ۱۷ سال نروژ, زیر ۱۸ سال نروژ، و زیر ۱۹ سال نروژ بازی کرده است.